# 双(1,5-环辛二烯)镍
双(1,5-环辛二烯)镍是一种有机镍化合物，化学式为Ni(C8H12)2，或简写为Ni(cod)2。它是一种抗磁性的配合物，是对空气极其敏感的黄色固体，可作为零价镍的来源。

## 制备及性质
双(1,5-环辛二烯)镍可由乙酰丙酮镍在1,5-环辛二烯的存在下还原得到：
Ni(acac)2  +  2 cod  +  2 AlEt3  →  Ni(cod)2  +  2 acacAlEt2  +  C2H6  +  C2H4
它可以溶解在一些有机溶剂中。其分子中的一个或两个环辛二烯配体可以被膦、亚磷酸酯、联吡啶或异腈取代。暴露于空气中时，会被氧化为一氧化镍。因此，这种化合物需要在手套箱中操作使用。